# Calapana calapana
Calapana calapana är en fjärilsart som beskrevs av Semper 1898. Calapana calapana ingår i släktet Calapana och familjen tandspinnare. Inga underarter finns listade i Catalogue of Life.